# Zustiftung
Unter einer Zustiftung versteht man eine freiwillige Zuwendung an eine Stiftung. Zustiftungen erhöhen das Grundstockvermögen einer Stiftung. Zustiftungen können aus Geld oder Sachleistungen  (z. B. Immobilien) bestehen.
Die meisten Stiftungen nehmen auch Spenden an. Im Gegensatz zu Zustiftungen, die den Grundstock der Stiftung erhöhen, müssen Spenden von den Stiftungen zeitnah für den Stiftungszweck verwendet werden.
In Deutschland gibt es für Spenden und Zustiftungen an rechtsfähige und treuhänderische Stiftungen, im Gegensatz zu Zuwendungen an andere gemeinnützige Einrichtungen, zusätzliche Höchstbeträge beim Sonderausgabenabzug. Mit dem Gesetz zur weiteren Förderung des Bürgerschaftlichen Engagements, das zum 1. Januar 2007 in Kraft trat, wurde der Höchstbetrag für die Ausstattung von Stiftungen angehoben.
Nach dem Einkommensteuergesetz und dem Gewerbesteuergesetz (§ 10 b Abs. 1a EStG und § 9 Nr. 5 GewStG) besteht die Möglichkeit, Zuwendungen in den Grundstock einer gemeinnützigen Stiftung zu leisten und diese Zuwendung steuerlich geltend zu machen. Hierfür gilt ein Höchstbetrag von 1.000.000 Euro als Sonderausgabenabzug im Jahr der Zuwendung selbst und über den Zeitraum der folgenden neun Jahre verteilt.